# Fernand Davenas
Ne doit pas être confondu avec Laurent Davenas son fils, également magistrat.
Fernand Davenas, né le 4 août 1911 à  Saint-Étienne et mort le 12 septembre 2003 à Talloires,, est un magistrat français et un résistant des maquis de l'Ain et du Haut-Jura.

## Biographie
Il est procureur de la République à Nantua pendant la Seconde Guerre mondiale où il organise un vrai-faux cambriolage d'armes au tribunal au profit des maquis de l'Ain et du Haut-Jura. Il participe à de nombreuses actions de renseignements en lien avec Henri Romans-Petit.
Il dirige le parquet général de Lyon de 1963 à 1973. Il a également été procureur de la République à Annecy, Reims et à Pontoise. Enfin, il a été avocat général de la cour de cassation.

## Hommage posthume
- Une plaque lui rend hommage au nouveau tribunal de Nantua[4],[5].

## Pour approfondir